# إدي كوندون
إدي كوندون (بالإنجليزية: Eddie Condon) هو موزع وعازف قيثارة أمريكي، ولد في 16 نوفمبر 1905 في إنديانا في الولايات المتحدة، وتوفي في 4 أغسطس 1973 في نيويورك في الولايات المتحدة.

## وصلات خارجية
- إدي كوندون على موقع IMDb (الإنجليزية)
- إدي كوندون على موقع الموسوعة البريطانية (الإنجليزية)
- إدي كوندون على موقع ميوزك برينز (الإنجليزية)
- إدي كوندون على موقع أول ميوزيك (الإنجليزية)
- إدي كوندون على موقع ديسكوغز (الإنجليزية)
- إدي كوندون على موقع قاعدة بيانات الفيلم (الإنجليزية)